# Pedro de Lancastre, Duque de Aveiro
Pedro de Lancastre O.F.M. Cap. (1608 Azeitão - 23 de Abril de 1673) foi o 5º Duque de Aveiro e o 5º Marquês de Torres Novas. Filho da 3º Duquesa de Aveiro, D. Juliana, herdou o ducado do sobrinho, D. Raimundo que não teve filhos legítimos. A sobrinha, D. Maria de Guadalupe de Lancastre, lhe moveria famoso processo.
Quando herdou o ducado, Dom Pedro era Arcebispo e Inquisidor-Mor do Reino e, por ser eclesiástico, não teve filhos. Tendo-se dedicado à vida eclesiástica, frequentou a Universidade de Coimbra, após o que foi nomeado bispo da Guarda por D. João IV, conselheiro de Estado em 1648, arcebispo de Évora (transferido para Braga novamente), presidente da mesa do Desembargo do Paço 1651 e, após 1654, ocupando a prelasia bracarense. Em 1671 foi eleito arcebispo titular de Sidónia, inquisidor-mor.
Quando o seu sobrinho D. Raimundo foi para Espanha, a casa de Aveiro foi confiscada, mas D. Pedro e outros fidalgos opuseram-se à sentença. No fim de demorada luta, venceu D. Pedro, sendo em 1668 reconhecido herdeiro da casa, 5º Duque de Aveiro e Marquês de Torres Novas. Para arrancar a sentença final, escreveu o padre Bebiano Pinto da Silva («Nobreza de Portugal, tomo II, página 345 diz que o autor foi Belchior Fernandes Soares), a «Allegaçam de direito por o senhor D. Pedro, sobre a successão de estado casa e titulo duque de Aveiro», Lisboa, 1666, e «Satisfação que se dá ao que a favor do sr. Marquez de Gouvêa, etc. contra o direito sabido do sr. D. Pedro, etc». Lisboa, 1667. A Alegação saiu sem o nome do autor por diligência de Bebiano Pinto da Silva, notário do Santo Ofício)
Sua sobrinha, D. Maria Guadalupe, que acompanhara a mãe e o irmão D. Raimundo para Espanha, uma vez feita a paz entre Espanha e Portugal em 1668, promoveu nova demanda contra D. Pedro, pretextando seus direitos à casa de Aveiro. Apresentaram-se também outros pretendentes. poucos anos depois de começada a questão, faleceu D. Pedro, não deixando, contudo, de prosseguir o litígio, que só se decidiu em 1679 a favor de D. Maria Guadalupe.